# Helen Hester
Helen Hester   (Regne Unit, 1983) és una filòsofa feminista, investigadora i activista feminista. És membre del grup feminista Laboria Cuboniks.

## Història
Hester és professora associada de mitjans de comunicació a la West London University de Londres. Les seves línies de recerca són la tecnologia digital, les polítiques reproductives i el futur del treball.

### Activista de Laboria Cuboniks
Helen Hester és membre del grup feminista internacional Laboria Cuboniks, un col·lectiu de persones de diferents àmbits del coneixement: arts plàstiques, programació, filosofia, arqueologia o disseny. L'any 2015 publicà Xenofeminisme. Manifest d'Alienació. En aquest manifest defensa el xenofeminisme, repensant els projectes polítics feministes i aposta per l'ús estratègic de les tecnologies existents per redissenyar completament el món. El prefix xenó fa referència al desig de crear una mena de feminisme. Aquest tipus de feminisme abraça la diversitat sexual, independentment de qualsevol concepció binària, i té la capacitat de formar aliances, desconeguts, aliances i formes de solidaritat. Des del ciberfeminisme, el posthumanisme, l'activisme trans, el materialisme i l'acceleracionisme, les xenofeministes projecten un món més enllà de les nocions de gènere, sexe, raça, espècie i classe, i s'enfronten constantment a la natura com una cruïlla de camins de tecnologia., especialment les dones, que porten la idea del "natural" amb la càrrega del domini de la reproducció.

### Aportacions teòriques
Basat en el manifest Xenofeminisme de Laboria Cuboniks, Hester va escriure un assaig el 2018 titulat "Tecnologies de gènere i polítiques reproductives". L'autora subratllaria els principals fonaments teòrics del manifest: l'antinaturalisme, el tecnomaterialisme i l'abolicionisme de gènere. Partint d'una posició transfeminista, entrellaçaria aquests tres conceptes per proposar que la ciència i la tecnologia s'examinen com a espais de conflicte, ja que no són essencialment neutrals ni benèfiques, però tampoc intrínsecament patriarcals, masclistes o racistes. Són un territori per conquerir. La natura, per tant, travessa alhora la tecnologia i les esferes socials, i és flexible, repetible i reconstruible. Així doncs, cal disposar d'una organització social col·lectiva a gran escala per tal d'adquirir xarxes connectives patriarcals. Un tema clau per a l'autora és el tema de la reproducció i la seva relació amb el nostre futur al planeta. L'objectiu és desenvolupar representacions per a un “futur estrany” que no imposen i condemnin la reproducció biològica i estableixin models de reproducció social no reguladors basats en l'autonomia corporal i la diversitat sexual que siguin capaços de fomentar vincles afectius i de cura més enllà de la filiació sanguínia. Amb aquest treball, Hester va ampliar l'anterior Manifest i el va articular al voltant de l'acceleració. Segons ella la realitat actual viu un procés ràpid en tots els seus àmbits, especialment en la ciència i la tecnologia. Altres autors han vist anteriorment aquests àmbits com un espai d'emancipació feminista: Firestone (1976), Haraway (1995), Plant (1994), Butler (2018, 2017 i 2006) i Preciado (2002, 2008 i 2010). I que la ruptura del gènere binari i l'obertura de cossos, subjectes i identitats queer no heterocèntrics a altres lectures són també espais que poden esdevenir realitat.
Hester, en el seu assaig, rebutjava l'equivalència entre feminitat i activisme ecologista, i defensava un activisme adaptat al món de la tecnologia. Sobre el mantra feminista “el personal és polític” afirmava que no només s'ha de quedar en la intuïció, sinó que ha d'incidir en la societat i, al mateix temps, ser criticat. Es proposà fer una aliança amb els altres, amb desconeguts, amb els alienats. També es basaria únicament en la solidaritat i l'individualisme, així com en el feminisme.
Junt amb l'economista Nick Srnik, començaria amb la segona onada de marxisme postautonomista i feminisme materialista, publicant el text "Després de la feina: què ens queda?" en el qual es plantejarien la naturalització del treball reproductiu i el fet d'intentar crear una política feminista més eficaç en l'era de la fi del treball. En una altra línia d'investigació, examinà la crisi integrada del treball, la llar i la comunitat mentre ens submergim en l'era de l'economia de la cura, examinant la feminització del treball reproductiu i de cura, tant remunerat com no remunerat.

## Publicacions
- After work: The politics of free time (Verso, 2018, amb Nick Srnicek-in).[13]
- Xenofeminismo. Tecnologías de género y políticas de reproducción (Caja Negra, 2018).[14]
- Fat Sex: New Directions in Theory and Activism (Routledge, 2015, amb Caroline Walters)[15]
- Dea ex machina (Berlin Merve, 2015)[16]
- Beyond Explicit: Pornography and the Displacement of Sex (SUNY Press, 2014)[17]